# Dêixis
Dêixis em linguística refere-se a palavras e frases, como "eu" ou "aqui", que não podem ser totalmente compreendidas sem informações contextuais. Nesse caso, a identidade do falante "eu" e a localização do mesmo "aqui". As palavras são deíticas se o seu significado semântico for fixo, mas o seu significado indicado varia dependendo do tempo e/ou local. Palavras ou frases que requerem informações contextuais para transmitir qualquer significado — por exemplo, em inglês pronomes — são deíticas. Dêixis está intimamente relacionado a anáfora e à indexicalidade. Embora aqui se apresente a dêixis na linguagem falada, o conceito é aplicável também à linguagem escrita, à gestos e meios de comunicação.
Em antropologia linguística, a dêixis é tratada como uma subclasse específica do fenômeno mais geral da semiótica de indexicalidade, um sinal de "apontando para" algum aspecto de seu contexto de ocorrência.
A dêixis é uma característica (até certo ponto) de toda a linguagem natural. O termo tem origem em grego clássico: δεῖξις; romaniz.: deixadas – trad.: “exibição, demonstração ou referência”, tendo sido o significado ponto de referência na linguística contemporânea tomado de Chrysippus.

## Tipos

### Categorias tradicionais
Fillmore denominou as categorias mais comuns de informações contextuais de pessoa, local e tempo como os "principais tipos gramaticais". Similar categorizations can be found elesewhere.
A Dêixis pessoal se preocupa com as pessoas envolvidas em uma declaração, (1) com os envolvidos diretamente (por exemplo, o falante, o destinatário), (2) com os que não estão diretamente envolvidos (por exemplo, ouvintes — aqueles que ouvem o enunciado, mas que não estão sendo diretamente abordados) e (3) aqueles mencionados no enunciado. Em português, as distinções são geralmente indicadas por pronomes. Os exemplos a seguir mostram como. (Os termos dêiticos da pessoa estão em "itálico", uma notação de sinalização que continuará neste artigo.)
Eu estou indo para o cinema.
 Você  gostaria de jantar?
 Eles  tentaram me machucar  , mas  ela  veio em socorro.
Em muitas línguas com pronomes de gênero, o pronome masculino da terceira pessoa é tradicionalmente usado como padrão ao se referir a uma pessoa, mas o gênero de seu antecedente é desconhecido ou inaplicável.
Por exemplo:
Cada um por si.
Por outro lado, o inglês usa o gênero neutro para casos ambíguos de gênero no singular (com o uso do plural iniciado por volta do século XIV), mas muitos gramáticos se baseavam em latim para chegar a uma preferência por "ele" em casos ambíguos no singular. No entanto, continua sendo comum usar-se o plural da terceira pessoa mesmo quando o antecedente é singular:
Cada um com sua mania.
Em línguas que distinguem pronomes masculinos e femininos do plural, como francês, português, croata, espanhol, o masculino é também usado frequentemente como padrão. "  'Ils'  na bibliothèque ", "  'Oni'  idu u biblioteku " "( Eles vão para a biblioteca ) podem se referir a um grupo de substantivos masculinos ou um grupo de substantivos masculinos e femininos. "  'Elles'  vont ... ", "  'One'  idu ... " seria usado apenas para um grupo de substantivos femininos. Em muitas dessas línguas, o gênero (como categoria gramatical) de um substantivo é apenas tangencialmente relacionado ao gênero da coisa que o substantivo representa. Por exemplo, em francês, o genérico 'personne', que significa que uma pessoa (de ambos os sexos) é sempre um substantivo feminino; portanto, se o sujeito do discurso for "les personnes" (o povo), o uso de "elles "é obrigatório, mesmo que as pessoas consideradas sejam todos homens.

### Dêixis espacial
Dêixis espacial (coloque dêixis) se preocupa com as localizações espaciais relevantes para um enunciado. Da mesma forma que a dêixis pessoal, os locais podem ser do locutor e do destinatário ou de pessoas ou objetos a que se refere. Os exemplos do português mais destacados são os advérbios  'aqui'  'e'  'lá'  'e os demonstrativos'  'isto'  'e' ' '"aquilo"'  — embora essas estejam longe de ser as únicas palavras deíticas.
Alguns exemplos:
Eu gosto de morar nessa cidade  .
 Aqui  é onde colocaremos a estátua.
Ela estava sentada  lá .
A menos que seja especificado de outra forma, geralmente se entende que os termos dêiticos do local são relativos à localização do falante, como em
A loja fica do outro lado da rua.
onde "do outro lado da rua" significa "do outro lado da rua de onde estou falante, respectivamente, "lá" também pode se referir à localização do destinatário, se ele não estiver no mesmo local que o falante. Então, embora
 Aqui  é um bom local; está muito ensolarado lá  lá .
exemplifica o uso anterior,
Como é o clima lá?
é um exemplo do último.
- 'Projeção dêítica' : Em alguns contextos, a douixis espacial é usada metaforicamente, e não fisicamente, ou seja, o falante não está falando como o centro deítico. Por exemplo:

Estou voltando para casa agora.
O enunciado acima seria geralmente considerado como a expressão de quem "vai" para casa, mas parece perfeitamente normal alguém projetar sua presença física em sua casa e não fora de casa. Aqui está outro exemplo comum:
Eu não estou  aqui , por favor deixe uma mensagem.
Apesar de seu uso comum para atender pessoas que ligam sem ninguém atender, o  aqui  aqui é semanticamente contraditório à ausência de alguém. No entanto, isso é considerado normal para a maioria das pessoas, pois os alto-falantes precisam se projetar para atender o telefone quando na verdade não estão fisicamente.
Os línguas geralmente mostram pelo menos uma distinção referencial bidirecional em seu sistema lítico: proximal, isto é, próximo ou mais próximo do falante; e distal, ou seja, longe do interlocutor e / ou mais próximo do destinatário. O inglês exemplifica isso com pares como this e that, here e there etc.
Em outras línguas, a distinção é de três vias ou superior:  'proximal' , ou seja, próximo ao falante;  'medial' , ou seja, próximo ao destinatário; e  'distal' , ou seja, longe de ambos. Este é o caso em algumas línguas românicas, em croata, coreano, japonês, tailandês, filipino, macedônio, yaqui e turco. As formas inglesas arcaicas yon e yonder (ainda preservadas em alguns dialetos regionais) já representaram uma categoria distal que agora foi substituída pela antiga medial "lá ". Na língua cingalesa, existe um sistema de quatro vias dêixis para pessoa e local; próximo ao falante / me_ː /, próximo ao destinatário / o_ː /, próximo a uma terceira pessoa, visível / arə_ː / e longe de tudo, não visível / e_ː /. A língua malgaxe tem sete graus de distância combinados com dois graus de visibilidade, enquanto as línguas inuítes têm sistemas ainda mais complexos.

### Dêixis temporal
A dêixis temporal preocupa-se com os vários momentos envolvidos e mencionados em um enunciado. Isso inclui advérbiosde tempo como "agora", "então", "em breve" e assim por diante, e também diferentes tempos gramaticais. Um bom exemplo é a palavra  amanhã , que indica o dia seguinte consecutivo após todos os dias. O "amanhã" de um dia do ano passado é um dia diferente do "amanhã" de um dia da próxima semana. Os advérbios de tempo podem ser relativos ao horário em que uma declaração é feita (o que Fillmore chama de "tempo de codificação" ou TC) ou quando a declaração é ouvida ("tempo de decodificação" ou TD) de Fillmore. Embora estes sejam frequentemente o mesmo tempo, eles podem diferir, como no caso de transmissões ou correspondências pré-gravadas. Por exemplo, se alguém escrever
Está chovendo  agora , mas espero que  quando você ler isto esteja ensolarado.
o TC e o TD seriam diferentes, com o primeiro termo dético referente ao TC e o último, o TD.
Os tempos são geralmente separados em tempos absolutos (deíticos) e relativos.

### Outras
Embora as categorias tradicionais de dêixis aqui acima apresentadas sejam talvez as mais óbvias, existem outros tipos de dêixis que são igualmente difundidas no uso da linguagem. Essas categorias de dêixis foram discutidas pela primeira vez por Fillmore e Lyons e ecoaram em obras de outras pessoas.

#### Dêixis de discurso
O discurso dêixis, também conhecido como texto dêixis, refere-se ao uso de expressões dentro de um enunciado para se referir a partes do discurso que contém o enunciado — incluindo o próprio enunciado. Por exemplo, em
Esta é uma ótima história.
"esta" refere-se a uma parte futura do discurso e, em
 Isso  foi uma conta incrível.
"isso" refere-se a uma parte anterior do discurso.
Deve-se fazer uma distinção entre discurso dêixis e anáfora, que é quando uma expressão faz referência ao mesmo referente que um termo anterior, como em
Matthew é um atleta incrível; ele ficou em primeiro lugar na corrida.
Lyons ressalta que é possível que uma expressão seja ao mesmo tempo lítica e anafórica. No exemplo dele
Nasci em Londres e morei aqui / lá toda a minha vida.
"aqui" ou "lá" funcionam anaforiamente em sua referência a Londres e, deicisticamente, a escolha entre "aqui" ou "lá" indica se o orador está ou não em Londres no momento.
A regra de ouro para distinguir os dois fenômenos é a seguinte: quando uma expressão se refere a outra expressão linguística ou parte do discurso, é um discurso deítico. Quando essa expressão se refere ao mesmo item que uma expressão linguística anterior, é anafóricao.
Referência cruzada] é um tipo de discurso dêixis, e um recurso gramatical encontrado em algumas línguas, que indica se o argumento de uma cláusula é o mesmo que o argumento da cláusula anterior. Em alguns idiomas, isso é feito através dos mesmos marcadores de assunto e marcadores de assunto diferentes. No exemplo traduzido "João deu um soco em Tom, e deixou [o mesmo marcador de assunto]", é João quem saiu, e em "João deu um soco em Tom e deixou (marcador de assunto diferente]", foi Tom quem deixou. .

O discurso dêixis foi observado em linguagem da Internet]], particularmente com o uso de formas de linguagem icônica semelhantes a setas.

#### Dêixis social
A dêixis social refere-se às informações sociais que são codificadas em várias expressões, como status social relativo e familiaridade. Duas formas principais são as chamadas distinções T-V e honoríficos

##### Distinção T–V
Distinções T-V, nomeadas para o latim "tu" e "vos" (versões singular e plural de "você"), são o nome dado ao fenômeno quando uma língua possui dois pronomes diferentes na segunda pessoa. O uso variável desses pronomes indica algo sobre formalidade, familiaridade e/ou solidariedade entre os interativos. Assim, por exemplo, a forma T pode ser usada quando se fala com um amigo ou um social igual, enquanto a forma V é usada com um estranho ou superior social. Este fenômeno é comum nas línguas europeias.

##### Honoríficos
Os honoríficos são uma forma muito mais complexa de dêixis social do que as simples distinções de T-V, embora codifiquem tipos semelhantes de informações sociais. Eles podem envolver palavras marcadas com vários morfemas, bem como quase inteiramente diferentes, sendo usados com base no status social dos interativos. Esse tipo de dêixis social é encontrado em uma variedade de idiomas, mas é especialmente comum no sul e leste da Ásia. Os honoríficos são também amplamente usados na língua persa.

### Anaforia
De um modo geral, "anáfora" refere-se à maneira como uma palavra ou frase se relaciona com outro texto:
- Uma referência exofórica refere-se a um idioma fora do texto no qual a referência é encontrada.
  - Uma referência homofórica é uma frase genérica que obtém um significado específico através do conhecimento de seu contexto. Por exemplo, o significado da frase "a Rainha" pode ser determinado pelo país em que é falada. Porque existem muitas rainhas em todo o mundo, a localização do falante[note 2] fornece as informações extras que permitem que uma rainha individual seja identificada.
- Uma referência endofórica refere-se a algo dentro do texto no qual a referência é encontrada.
  - Uma referência anafórica, quando oposta à catáfora, refere-se a algo dentro de um texto que foi identificado anteriormente. Por exemplo, em "Susan deixou cair o prato. Ele se estilhaçou com ruído"" — a palavra "ele" refere-se na frase ao "o prato ".
  - A Uma referência catafórica refere-se a algo dentro de um texto que ainda não foi identificado. Por exemplo, em "Como ele estava com muito frio, David prontamente vestiu o casaco" a identidade do "ele" ' é desconhecida até que o indivíduo também seja referido como "David".

## Centro da Dêixis
Um centro deítico, às vezes chamado de origo (pragmático), é um conjunto de pontos teóricos aos quais uma expressão deítica está 'ancorada', de modo que a avaliação do significado da expressão leva a pessoa a ponto relevante. Como as expressões deíticas são frequentemente egocêntricas, o centro geralmente consiste no falante no momento e local do enunciado e, adicionalmente, no lugar do discurso e nos fatores sociais relevantes. No entanto, expressões déticas também podem ser usadas de tal maneira que o centro deítico seja transferido para outros participantes em troca ou para pessoas / lugares / etc. descritos em uma narrativa. So, for example, in the sentence;
Estou aqui agora.
o centro deítico é simplesmente a da pessoa no momento e no local da fala. Mas digamos que duas pessoas estejam falando ao telefone de longa distância, de Londres a Nova York. O londrino pode dizer;
Nós estamos indo para Nova York na próxima semana.
nesse caso, o centro deítico está em Londres, ou eles podem dizer igualmente;
Estamos chegando a Nova York na próxima semana.
nesse caso, o centro deítico está em Nova York. Da mesma forma, ao contar uma história sobre alguém, é provável que o centro deítico mude para ele. Então, na sentença;
Ele então correu seis metros para a esquerda.
entende-se que o centro está com a pessoa a quem se fala e, portanto, "à esquerda" refere-se não à esquerda do falante, mas ao objeto da esquerda na história, ou seja, a pessoa referida como 'ele' no tempo imediatamente antes de ele correr seis metros.

## Usos
É útil distinguir entre dois usos de dêixis, gestual e simbólica, bem como usos não-deítocos de palavras frequentemente deíticas. A dêixis gestual refere-se, de maneira geral, a expressões deíticas cuja compreensão requer algum tipo de informação audiovisual. Um exemplo simples é quando um objeto é apontado e referido como "isto" ou "aquilo". No entanto, a categoria pode incluir outros tipos de informações além de apontar, como direção do olhar, tom de voz etc. O uso simbólico, por outro lado, requer geralmente apenas o conhecimento espaço-temporal básico do enunciado. Assim, por exemplo
Quebrei este dedo.
requer ser capaz de ver qual dedo está sendo levantado, enquanto
Eu amo essa cidade.
requer apenas o conhecimento da localização atual.
Na mesma linha,
Eu fui a essa cidade uma vez ...
é um uso não-deítico de "essas", que não identifica nenhum lugar especificamente. Pelo contrário, é usado como um artigo indefinido, da mesma maneira que "à" poderia ser usado em seu lugar.

## Dêixis e indexicalidade
Os termos dêixis e indexicalidade são frequentemente usados quase de forma intercambiável e ambos tratam essencialmente da mesma ideia: referências dependentes do contexto. No entanto, os dois termos têm histórias e tradições diferentes. No passado, isso era associado especificamente à referência espaço-temporal, enquanto a indexicalidade era usada mais amplamente. Mais importante, cada um está associado a um campo de estudo diferente; deixis está associado à linguística, enquanto a indexicalidade está associada à filosofia bem como pragmática.